# Orde van Verdienste van de deelstaat Rijnland-Palts

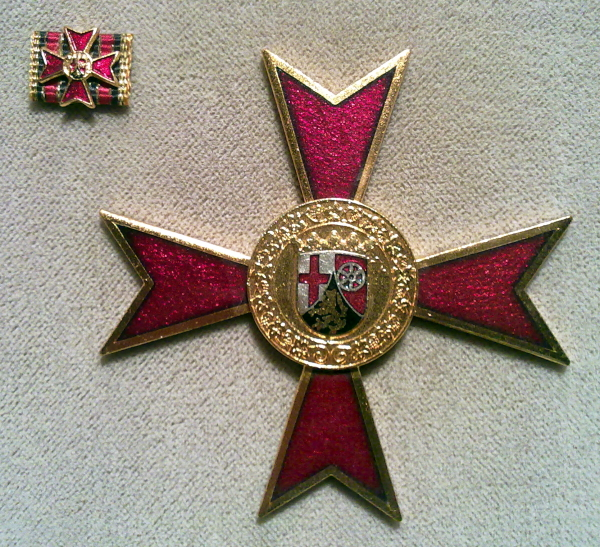
Orde van Verdienste van Rijnland-Palts

De Orde van Verdienste van de deelstaat Rijnland-Palts, in het Duits: Verdienstorden des Landes Rheinland-Pfalz geheten, is de hoogste orde van verdienste van Rijnland-Palts, een deelstaat van de Bondsrepubliek Duitsland.
Na de instelling van de Bondsrepubliek Duitsland werd de orde op 2 oktober 1981 bij wet ingesteld. Er mogen 800 dragers tegelijk in leven zijn.
De minister-president besluit over de benoemingen. Hij en de ministers doen de voordragen. Hij kan de dragers de orde ook weer afnemen wanneer blijkt dat zij dit ereteken niet waardig zijn of achteraf niet waardig waren geweest.
De orde kent geen ridders of commandeurs maar zij die het kruis bezitten zijn "drager" van dat kruis.Het kruis wordt door heren en dames opgespeld op de borst gedragen.
Voor dagelijks gebruik is er een knoopsgatversiering in de vorm van een miniatuur van het kruis.

## Het versiersel
Het versiersel is een rood "Steckkreuz" en er is daarom geen lint.